# Цвіркач оливковий
Цвірка́ч оливковий (Camaroptera chloronota) — вид горобцеподібних птахів родини тамікових (Cisticolidae). Мешкає в Західній і Центральній Африці.

## Підвиди
Виділяють п'ять підвидів:
- C. c. kelsalli Sclater, WL, 1927 — від Сенегалу до Гани;
- C. c. chloronota Reichenow, 1895 — від Того до Камеруну, Габону і Республіки Конго;
- C. c. granti Alexander, 1903 — острів Біоко;
- C. c. kamitugaensis Prigogine, 1961 — схід ДР Конго;
- C. c. toroensis (Jackson, FJ, 1905) — від ЦАР і центральних районів ДР Конго до південно-західної частини Кенії і Північної Танзанії.

Деякі дослідники вважають C. c. toroensis окремим видом Camaroptera toroensis.

## Поширення і екологія
Оливкові цвіркачі живуть у рівнинних і гірських вологих тропічних лісах, чагарникових заростях і на плантаціях.